# Mélina Haffaf
Mélina Haffaf, née le 14 juillet 2001 à Nice, est une footballeuse internationale algérienne évoluant au poste de défenseure à l'OGC Nice.

## Biographie

### Carrière en sélection
En janvier 2020, elle est convoquée avec les moins de 20 ans, par le sélectionneur Ahmed Laribi pour participer au match retour de la double confrontation face au Soudan du Sud, dans le cadre du 1er tour qualificatif des éliminatoires de la Coupe du monde féminine des moins de 20 ans de 2020. Elle est titulaire lors de la victoire 4-0 du match retour au stade du 20 août 1955 à Alger. Les Algériennes se qualifient au 2e tour.
En septembre 2021, elle est convoquée pour la première fois en équipe A d'Algérie par la sélectionneuse nationale Radia Fertoul pour participer à un stage de préparation pour les éliminatoires de la CAN 2022,. Le 23 février 2022, elle honore sa première sélection en remplaçant Fatima Bara (blessée) à la 43ème minute, lors du match nul 1-1 contre l'Afrique du Sud.

## Statistiques
| Saison                | Club                  | Championnat           | Championnat | Championnat | Coupe(s) nationale(s) | Coupe(s) nationale(s) | Algérie | Algérie | Total | Total |
| Saison                | Club                  | Division              | M.          | B.          | M.                    | B.                    | M.      | B.      | M.    | B.    |
| 2019-2020             | OGC Nice              | Division 2            | 7           | 0           | 1                     | 0                     | -       | -       | 8     | 0     |
| 2020-2021             | OGC Nice              | Division 2            | 1           | 0           | -                     | -                     | -       | -       | 1     | 0     |
| 2021-2022             | OGC Nice              | Division 2            | 4           | 0           | 2                     | 0                     | 1       | 0       | 7     | 0     |
| Sous-total            | Sous-total            | Sous-total            | 12          | 0           | 3                     | 0                     | 1       | 0       | 16    | 0     |
| Total sur la carrière | Total sur la carrière | Total sur la carrière | 12          | 0           | 3                     | 0                     | 1       | 0       | 16    | 0     |